# Frontera entre Dominica i França
La frontera entre França i Dominica és la frontera, íntegrament marítima, que separa França (al nivell de Martinica i Guadeloupe) de Dominica, a les Petites Antilles (mar Carib).

Mapa de les fronteres marítimes al Carib

## Característiques
Les àrees marítimes de cadascun dels dos països estan delimitats pels arcs de loxodromia que uneixen els punts de les coordenades geogràfiques són els següents (en el sistema geodèsic): 
- L1 : 15° 03′ 54″ N, 62° 48′ 50″ O / 15.06500°N,62.81389°O
- L2 : 15° 36′ 12″ N, 61° 44′ 53″ O / 15.60333°N,61.74806°O
- L3 : 15° 47′ 14″ N, 61° 26′ 33″ O / 15.78722°N,61.44250°O
- L4 : 15° 44′ 03″ N, 61° 19′ 25″ O / 15.73417°N,61.32361°O
- L5 : 15° 42′ 06″ N, 61° 08′ 18″ O / 15.70167°N,61.13833°O
- L6 : 15° 41′ 02″ N, 61° 03′ 40″ O / 15.68389°N,61.06111°O
- L7 : 15° 39′ 54″ N, 60° 53′ 58″ O / 15.66500°N,60.89944°O
- L8 : 16° 30′ 03″ N, 57° 56′ 54″ O / 16.50083°N,57.94833°O
- Arc de cercle centrat sobre el punt 15° 29′ 30″ N, 61° 14′ 52″ O / 15.49167°N,61.24778°O d'una ratlla de 200 milles nàutiques entre L8 i L9
- L9 : 16° 13′ 51″ N, 57° 52′ 30″ O / 16.23083°N,57.87500°O
- L10 : 15° 09′ 52″ N, 60° 53′ 58″ O / 15.16444°N,60.89944°O
- L11 : 15° 07′ 30″ N, 61° 00′ 00″ O / 15.12500°N,61.00000°O
- L12 : 15° 04′ 50″ N, 61° 09′ 20″ O / 15.08056°N,61.15556°O
- L13 : 15° 01′ 51″ N, 61° 16′ 59″ O / 15.03083°N,61.28306°O
- L14 : 14° 29′ 19″ N, 62° 48′ 50″ O / 14.48861°N,62.81389°O